# Beceni
Beceni là một xã thuộc hạt Buzău, România. Dân số thời điểm năm 2002 là 5061 người.